# 가니타정
가니타정(蟹田町)은 일본 아오모리현 중앙부 히가시쓰가루군에 위치했던 정이다. 2005년 3월 28일에 다이라다테촌 민마야촌을 합병해 새로운 소토가하마정이 일부가 되어 폐지되었다.

## 역사
- 1899년 4월 1일 - 정촌제 시행에 의해 이시하마촌, 가니타촌, 주지촌, 고구니촌, 야마모토촌, 오히라촌, 난자와촌을 합병해 가니타촌이 성립하였다.
- 1941년 10월 5일 - 정으로 승격하였다.
- 2005년 3월 28일 - 다이라다테촌·민마야촌이 신설 합병해 소토가하마정이 되어 동일 가나타정은 폐지되었다.

## 교통

### 도로
- 국도 제280호선

## 교통

### 철도
- 동일본 여객철도 고노선, 가이쿄선